# Thubten Gyatso
Thubten Gyatso var den trettonde inkarnationen av Dalai lama i Gelug-sekten i den tibetanska buddhismen. Han var en betydelsefull religiös och politisk ledare i Tibet mellan 1895 och 1933 som hävdade regionens självständighet gentemot Kina. Han är känd bland tibetaner som "den store trettonde".

## Dalai Lama under Qingdynastin
Thubten Gyatso föddes i Takpo i sydöstra Tibet 1876 och erkändes som den trettonde Dalai Lama tre år senare. Han tog över regeringsansvaret 1895 och dominerade därefter politiken i Tibet. När Francis Younghusbands brittiska expedition invaderade Tibet 1904 flydde han till Urga i Yttre Mongoliet, vilket föranledde den kejserliga Qingregeringen att avsätta honom som Dalai Lama. Han återinsattes emellertid och kunde återvända till Lhasa 1909. Han tvingades dock fly till Brittiska Indien nästa år, då Qingregeringen försökte införliva Tibet i det egentliga Kina med hjälp av trupper.

## Ledare för ett självständigt Tibet
När Qingdynastin föll i Xinhairevolutionen 1911 kunde Dalai Lama återvända till Tibet, där han förvisade kvarblivande kinesiska trupper och två år senare förklarade Tibet vara en självständig stat. Därefter var han Tibets obestridde härskare fram till sin död. 1914 ingick han Simlakonventionen med Storbritannien och Kina.
Thubten Gyatso genomförde en rad reformer under sin styrelsetid. Bland annat återinförde han en strängare disciplin i klosterlivet och ökade antalet lekmän i klostren, i syfte att minska munkarnas makt. Han införde även ett nationellt skattesystem och skapade även en tibetansk polisstyrka. Hans försök att beskatta Panchen Lamas egendomar för att finansiera reformpolitiken ledde till att Panchen lama flydde till Inre Mongoliet 1923. Dessutom infördes lagstiftning som skulle minska korruption bland statliga tjänstemän. På grund av sina kontakter med utlänningar blev Dalai lama även intresserad av nya uppfinningar och han förde in elektricitet, den första telefonen och den första bilen i Tibet.
Kort före sin död 1933 varnade han i ett "politisk testamente" tibetanerna för att Tibet skulle kunna falla under kommunistiskt styre som Mongoliet gjort 1924, vilket skulle kunna leda till att buddhismen avskaffades i Tibet.